# Natalia Golicyna

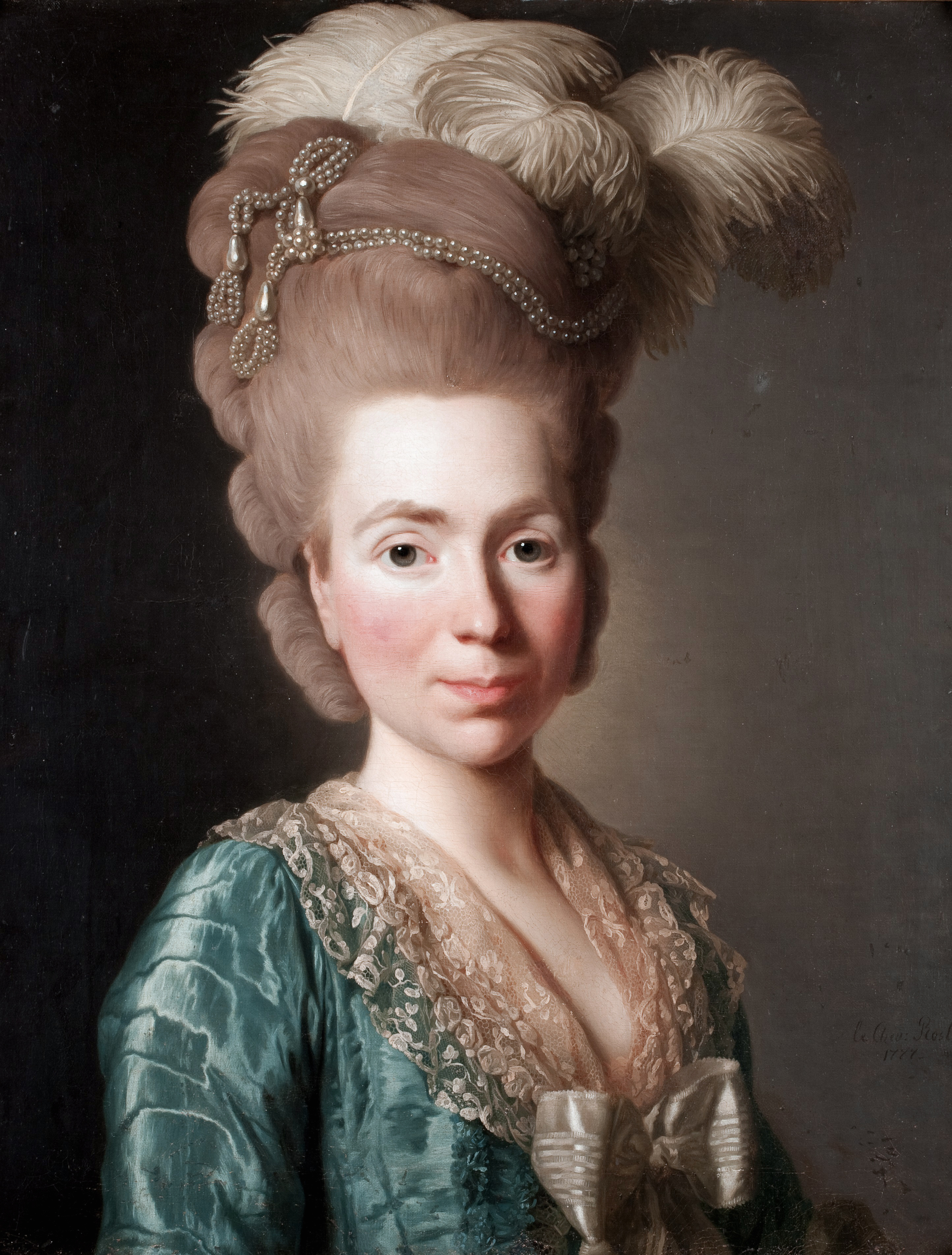
Natalia Golicyna

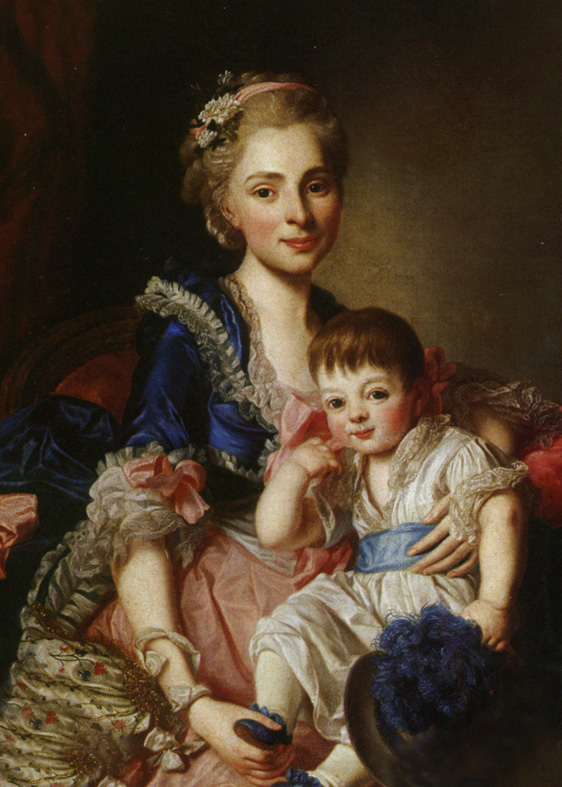
Natalia Golicyna z najstarszym synem Piotrem

Księżna Natalia Golicyna z domu Czernyszowa, ros. Наталья Петровна Голицына, урождённая Чернышёва (ur. 17 stycznia?/28 stycznia 1741  w Petersburgu, zm. 20 grudnia 1837?/1 stycznia 1838 tamże), znana też jako Princesse Moustache albo Княгиня Усатая (wąsata księżna) – rosyjska arystokratka i dama dworu, która zainspirowała postać Damy Pikowej Aleksandra Puszkina.

## Wczesne życie

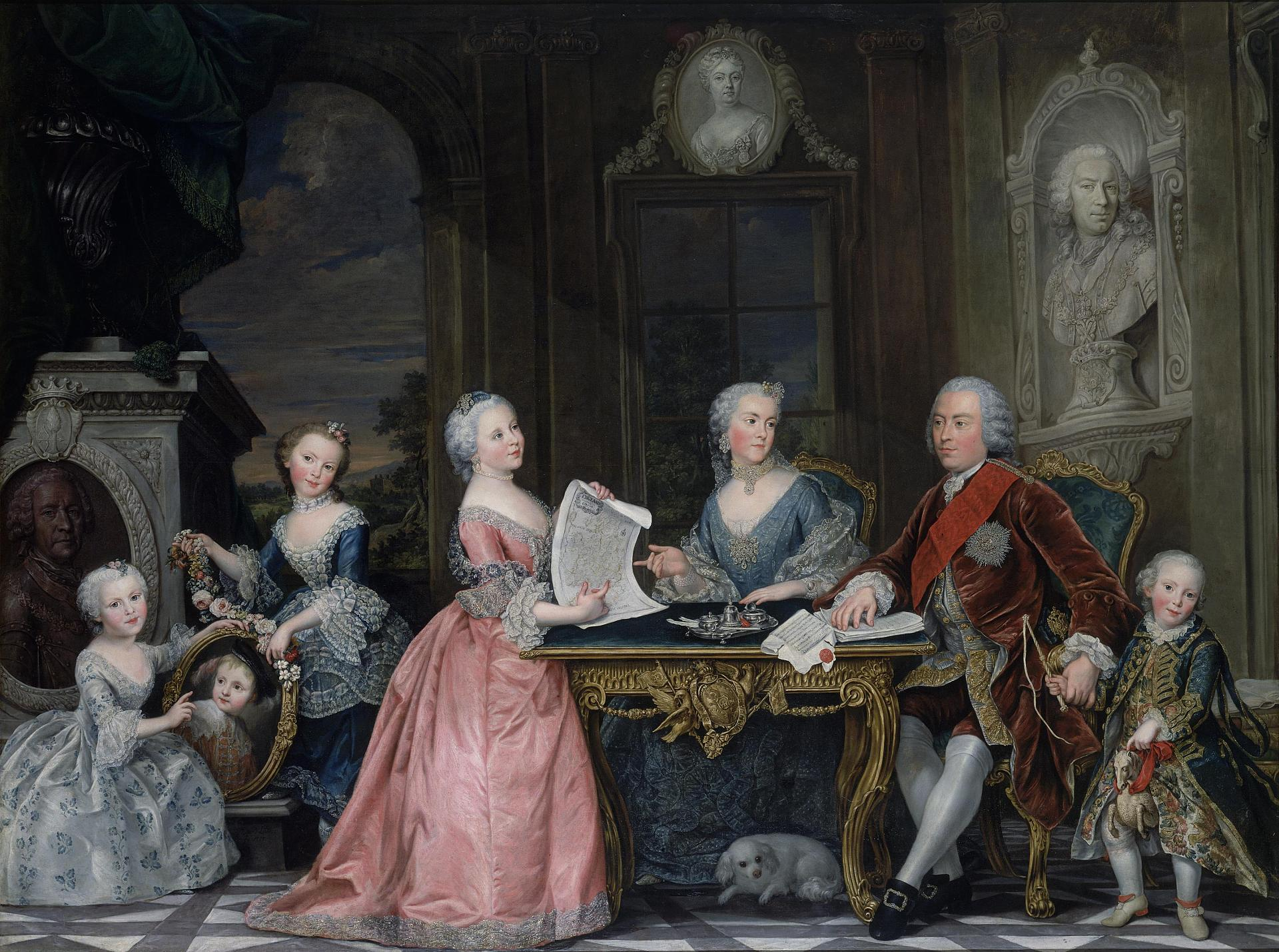
Rodzina Czernyszewów, Piotr i Jekaterina z córkami Anną, Darią i Natalią oraz synem Grigorim.

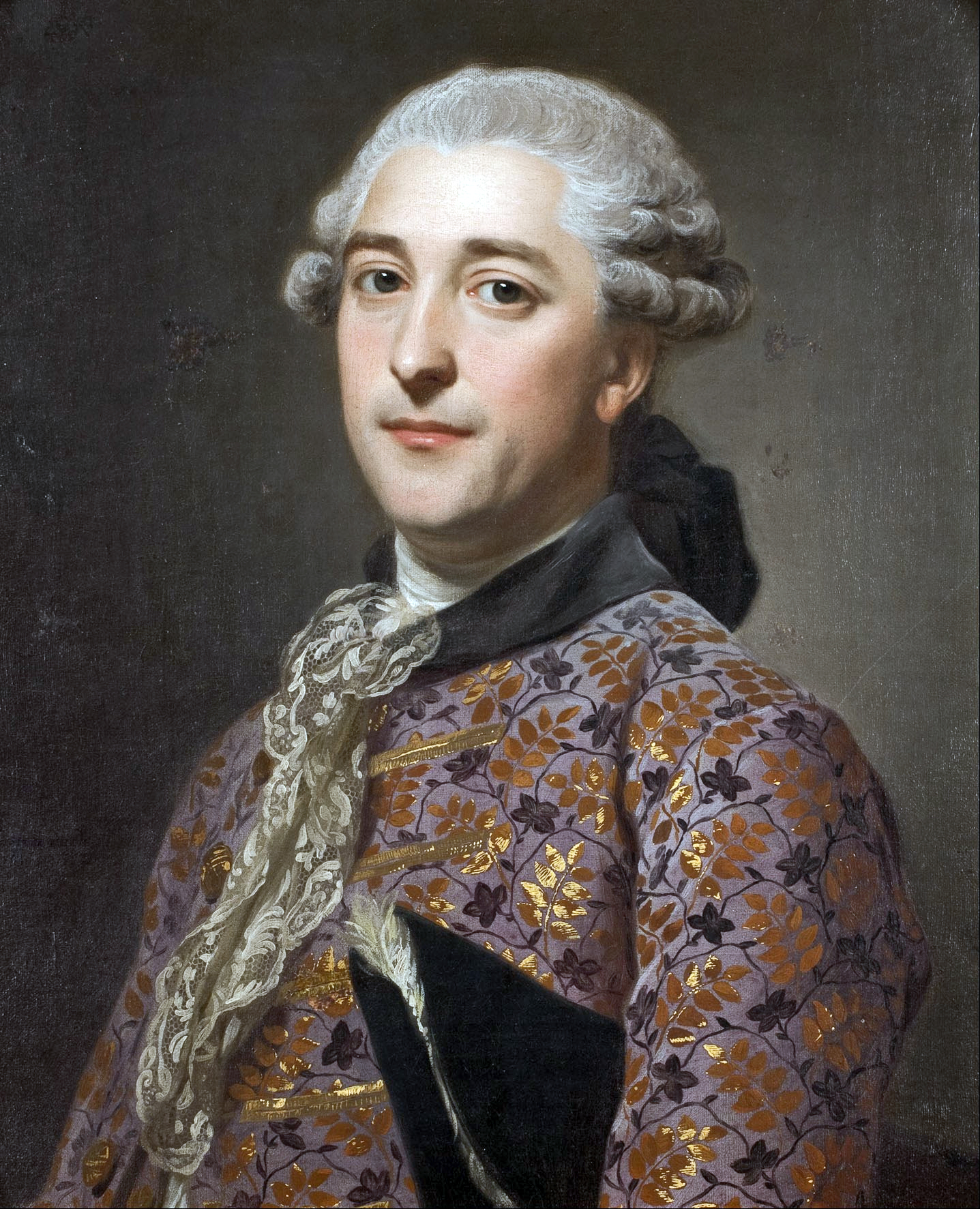
Władimir Borisewicz Golicyn, portret z 1762 pędzla Alexandra Roslina

Natalia urodziła się w Berlinie 28 stycznia 1741, jako druga córka hrabiego Piotra Czernyszewa, dyplomaty i ambasadora w Marchii Brandenburskiej. Jej matką była Jekaterina Andrejewna z domu Uszakow. Jej dziadek był chrześniakiem cara Piotra Wielkiego. Była bratanicą hrabiów Zachara i Iwana Czernyszewa. Jej starszą siostrą była Daria Piotrowna Sałtykowa (1739-1802), dama dworu, żona Iwana Sałtykowa, jedynego syna słynnego feldmarszałka Piotra Siemionowicza Sałtykowa. Natalia wyjechała z rodziną do Londynu, nowego miejsca pracy jej ojca (jako ambasadora w Królestwie Wielkiej Brytanii), i otrzymała staranne wykształcenie, dzięki któremu była w stanie mówić w pięciu językach. Czernyszewowie zostali wezwani do Rosji w 1756 r., i spędzili cztery lata w kraju przed mianowaniem Piotra w 1760 r. na ambasadora na dworze Ludwika XV we Francji.
Po powrocie Czernyszewów do Rosji w 1762 roku Natalia i jej siostra Daria stały się znane jako dwie najbardziej wyedukowane kobiety w Rosji. W 1762 r. została mianowana druhną carycy Katarzyny Wielkiej i otrzymała wyjątkowy złoty medal z portretem Katarzyny za jej taniec w „Karuzeli Dworskiej” z 1766 r. W październiku 1766 wyszła za mąż za 35-letniego księcia Władimira Borisewicza Golicyna. W ceremonii uczestniczyła sama caryca, która ozdobiła włosy księżnej diamentami i towarzyszyła jej w kościele. Wczesne lata małżeństwa Natalia spędziła na reorganizacji majątków męża. Golicynowie mieli rozległe posiadłości ziemskie, ale ich zarządzanie było w nieładzie. Natalia Piotrowna, podróżując od majątku do majątku, była w stanie przywrócić je do porządku, znacznie zwiększając ich dochody.
W 1782 jej synowie zostali wysłani do Strasburga w towarzystwie kamerdynera. W czerwcu 1783 wyjechała z córkami do Francji, osiedlając się w Paryżu (na Rue Saint-Florentin), gdzie córki miały zyskać edukację. Natalia bywała na dworze Marii Antoniny, gdzie stała się znana jako „Moskiewska Wenus”, o dużych umiejętnościach tanecznych. Od 1786 jej synowie uczęszczali do École militaire. Po odbyciu się Stanów Generalnych w 1789 r. wraz z mężem i córkami odwiedziła Londyn, gdzie książę Walii, przyszły król Jerzy IV, podarował jej swój portret z autografem. 14 lipca 1789 Dymitr był w jakiś sposób zamieszany w oblężenie Bastylii Rok później Golicynowie wrócili do Paryża, kiedy caryca Katarzyna nakazała wszystkim Rosjanom za granicą powrót do domu. Natalia zostawiła dwa dzienniki z tego okresu, później opublikowane: notatki o wydarzeniach z mojego życia ((ros.) заметки о событиях моей жизнь), z lat 1781–1783, i Notatki o moich podróżach ((ros.) заметки о моих путешествиях), z lat 1783–1790.

## Na salonach
Golicynowie zamieszkali w petersburskim domu (później znanym jako Dom Damy Pikowej) na ulicy Małej Morskiej (Малая Морская) gdzie Natalia założyła salon dla francuskich monarchistycznych emigrantów. Caryca Katarzyna aprobowała te zgromadzenia, widząc w nich, jak pisał Filipp Vigel „jedną z warowni tronu przeciwko wolnomyślicielstwu”, również jej następca Paweł I pozwolił im na to. Natalia stała się rozpoznawalną postacią na dworze i ważnym ośrodkiem spraw dworskich. Władimir Sollogub napisał, że „Prawie cała szlachta była z nią spokrewniona więzami krwi lub małżeństwem. Carowie okazywali jej niemal synowską miłość. W mieście w jakiś sposób uznano, że rządziła bezwarunkowo.”. Jej pozycja w życiu towarzyskim stolicy była taka, że każdy car i caryca Rosji, od Katarzyny Wielkiej po Mikołaja I, składał jej hołd. We wrześniu 1801 roku car Aleksander I mianował ją Orderem św. Katarzyny II klasy, zaś w 1806 roku została damą dworu W sierpniu 1826 została członkiem Orderu św. Katarzyny I klasy, podczas koronacji Mikołaja I.
Wykorzystała swoją pozycję społeczną, aby domagać się złagodzenia kary śmierci dla osób skazanych podczas buntu dekabrystów w 1825 roku. Współcześni odnotowali, że interweniowała w imieniu bratanka, jednego z Czernyszowów, i Nikity Murawiowa, a być może także innych. Wraz z sukcesami na dworze Natalia Piotrowna zaangażowała się w poprawę stanu swoich majątków, a w 1824 r. została honorowym członkiem Towarzystwa Naukowo-Gospodarczego. W 1832 r. została wymieniona jako właścicielka trzech przedsiębiorstw w guberni orłowskiej, garbarni i huty szkła w Kokorewce oraz fabryki lnu w Radogoszczu. Dowody wskazują, że osobiście zarządzała swoim majątkiem, aw Radogoszczu za jej czasów wybudowano budynek biurowy, gorzelnię, stadninę koni i murowany kościół. Sugeruje się, że tamtejsi chłopi ciężko pracowali, ponieważ w 1797 r. zbuntowali się i spalili biuro garbarni i gorzelnię. Księżna Golicyna była znana z wyniosłości w stosunku do osób o równej pozycji społecznej i przyjaźni z tymi, których uważała za niższych od siebie.

## Rodzina
Natalia Piotrowna miała z mężem pięcioro dzieci.
- Dmitrij Golicyn (1771-1844)
- Piotr (1767-1778),
- Borys (1769-1813), zmarł w 1813 r. z ran odniesionych w bitwie pod Borodino[4].
- Katarzyna (1770-1854), żona Stepana Stiepanowicza Apraksina.
- Zofia (1775-1845), żona Pawła Stroganowa (1774-1817).

Wszyscy otrzymali doskonałe wykształcenie, a w Paryżu przed rewolucją twierdzono, że mówili po francusku lepiej niż po rosyjsku.
Księżna Golicyna miała reputację autokratki swojej rodziny, osoby kapryśnej i apodyktycznej. Jej dzieci bały się siedzieć w jej obecności; kiedy jej syn Borys Władimirowicz zrobił coś, co ją obraziło, odmawiała z nim rozmowy przez ponad rok. Borys zginął podczas wojen napoleońskich, pozostawiając dwoje osieroconych nieślubnych dzieci, które miał z Cyganką. W obawie przed reakcją Natalii na tę wiadomość, ich istnienie było przed nią utrzymywane w tajemnicy i po cichu wychowywali się w rodzinie brata Borisa, Dmitrija. Po śmierci męża w 1798 r. synowie Natalii zostali spadkobiercami rodzinnej fortuny, ale nie odważyli się zażądać od matki należnego im udziału w spadku. Na ślubach córki księżnej Golicyny otrzymały 2 000 chłopów, a jej synowie 50 000 rubli dożywotnio. Kiedy Dmitrij został mianowany gubernatorem generalnym Moskwy w 1820 roku, tryb życia wymagający od niego wydawania przyjęć i balów oraz angażowania się w działalność charytatywną, wpędził go w długi, ponieważ pensja od matki nie wystarczała na utrzymanie takiego życia. Ostatecznie car Mikołaj I musiał prosić księżną Golicynę o zwiększenie pensji syna, aby nie narażał nazwiska Golicynów i pozycji na długi. Księżna dodała 50 000 rubli, uważając to za hojny gest. Idopiero po śmierci matki, siedem lat przed własną, książę Dmitrij otrzymał pełny spadek, 16 000 chłopów.

## Późniejsze życie
Księżna Golicyna kontynuowała prowadzenie swojego salonu do późnej starości, a uczestnictwo w nim było uważane za zaszczyt. Wszystkich gości przyjmowała siedząc na swoim krześle, robiąc wyjątek tylko dla cara. W pobliżu jej krzesła stał jeden z jej bliskich krewnych, który przedstawiał jej gości, ponieważ miała słaby wzrok. W zależności od rangi lub szlachectwa gościa, księżniczka albo skłaniała głowę, albo wypowiadała kilka mniej lub bardziej prywatnych słów.

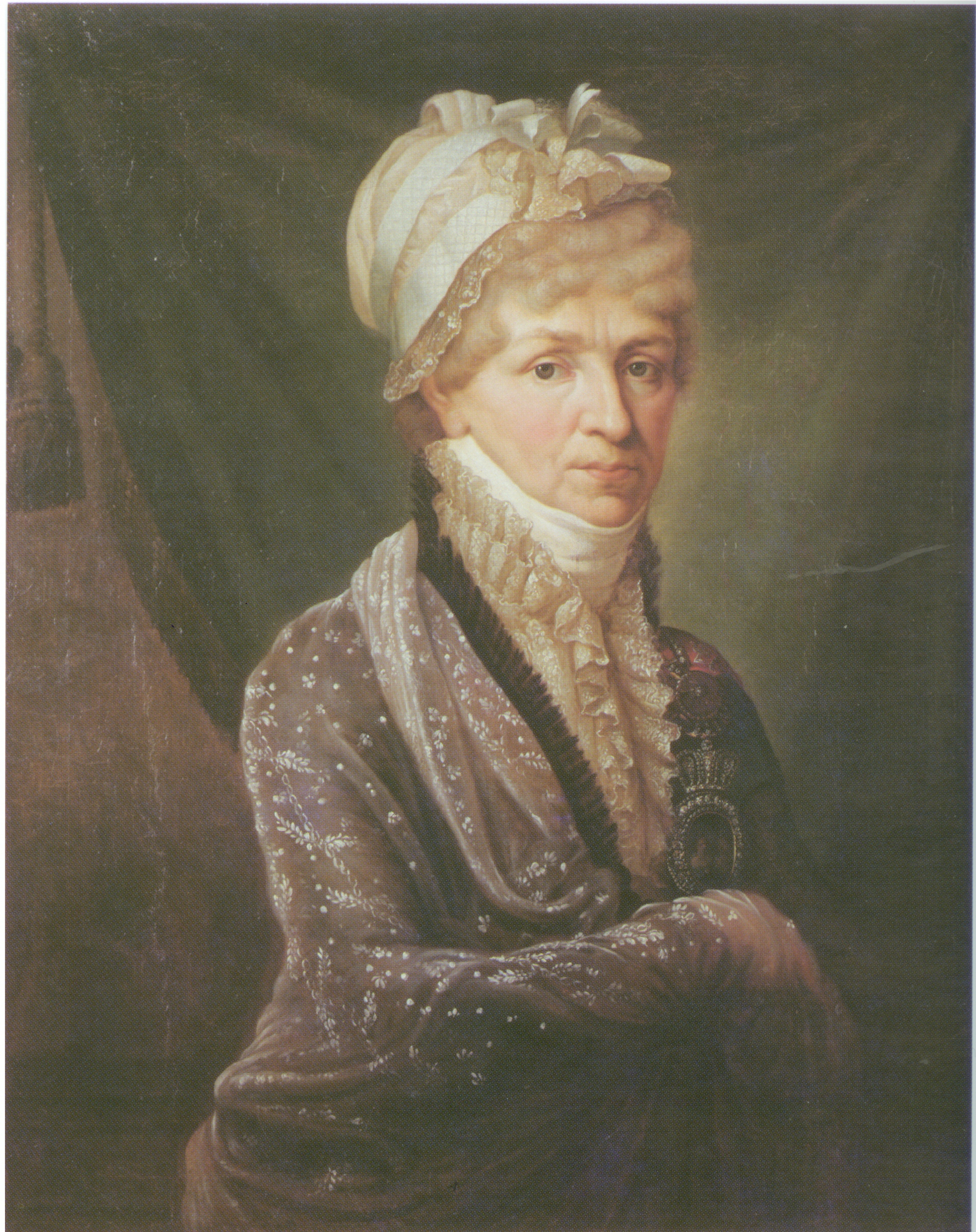
Golicyna w późniejszym życiu, portret pędzla Benoît-Charlesa Mitoire

W młodości księżniczka była sławną pięknością. Na starość jej zarost stał się bardziej widoczny, co doprowadziło do nadania jej przydomka „wąsata księżna” – po francusku „Princesse Moustache”, albo po rosyjsku „Княгиня Усатая” lub „Княгиня Мусташ”.

### Puszkin iDama pikowa
Księżna Golicyna była inspiracją dla postaci hrabiny w Damie pikowej Aleksandra Puszkina, napisanej w 1833 roku. Po jej wydaniu w 1834 roku Puszkin zauważył, że „na dworze znaleźli podobieństwo między starą hrabiną a księżną Natalią Pietrowną i wydaje się, że nie są źli.” Rozeszła się pogłoska, że wnuk księżnej Golicyny, książę Siergiej Grigorewicz Golicyn, zwrócił się do niej po pomoc po tym, jak przegrał dużą sumę pieniędzy w kartach. Księżna Golicyna odpowiedziała, że zna tajemnicę trzech magicznych kart, trójki, siódemki i asa, o czym powiedział jej przyjaciel we Francji, hrabia St. Germain. Siergiej miał wykorzystać tę wiedzę, aby odzyskać pieniądze, a następnie opowiedział tę historię Puszkinowi. Księżna Golicyna, która w momencie publikacji opowiadania miała ponad 90 lat, zaczęła być utożsamiana z postacią hrabiny, nazywaną „Damą Pikową”, a jej dom w Petersburgu stał się znany jako „Dom damy pikowej” ((ros.) Дом Пиковой дамы). W późniejszych latach dom zaczęto uważać za nawiedzony.
Anglojęzyczne wydanie Damy pikowej z serii Oxford World’s Classics z 1999 zauważa, że postać hrabiny prawdopodobnie była bardziej oparta na innej osiemnastowiecznej damie dworu, którą odwiedzał Puszkin, Natalii Zagriażskajej, ciotecznej babce żony Puszkina. Wydanie z 1999 zauważa też, że ani Zagriażskaja, ani Golicyna nie zainspirowały fantastycznego wątku opowiadania.
Księżna Golicyna zmarła w Petersburgu 1 stycznia 1838 roku, na kilka tygodni przed swoimi 97. urodzinami. Została pochowana w grobowcu rodziny Golicynów w monastrze Dońskim w Moskwie.